# Вкладыш (жевательная резинка)
Вкла́дыш — листок небольшого формата с цветной картинкой на определённую тему, который вкладывается в упаковку жевательной резинки. Обычно вкладыши выпускаются ограниченными тиражами и представляют собой партию картинок из 10-50 штук, которые предназначены для коллекционирования. Таким образом, по мнению производителей жвачки, повышаются её продажи.

## История
Есть основания полагать, что первые вкладыши были созданы табачной компанией «Аллан и Гинтер» в США в 1875 году в виде «сигаретных карточек».
В настоящее время самой дорогой считается карточка с изображением знаменитого бейсболиста Хонуса Вагнера. Изначально American Tobacco Company планировалось выпустить карточки без его разрешения. Будучи убеждённым противником курения, Хонус Вагнер запретил использовать своё изображение, но некоторое количество карточек было выпущено с 1909 по 1911 год. На сегодня известно всего 57 копий, одна из которых в 2007 году была продана за 2 800 000 долларов.
В упаковку жевательной резинки впервые вложил вкладыш Уильям Ригли в начале 30-х годов. Это были яркие цветные картинки, на которых изображались герои комиксов, чемпионы бейсбола и экзотические животные. Дети покупали жвачку не только для того, чтобы жевать, но и чтобы найти новое изображение.
Практически сразу вкладыши становятся предметом коллекционирования. Миллионы американцев с азартом собирали их, бережно складывая в коробочки. В наши дни коллекции тех далёких лет стоят по несколько тысяч долларов.
В 1933 году компания Ригли меняет дизайн карточек. Теперь они делаются из плотного картона размером 2,5 × 3 дюйма (около 6,3 × 7,6 см).
Среди самых популярных серий карточек-вкладышей конца 30-х — начала 40-х годов следует отметить G-Men, Horrors of War, Mickey Mouse, Wild West, Pirate Pictures, Indian Gum и Superman.
В 1938 году канадская компания Hamilton Chewing Gum Ltd выпускает жевательную резинку с серией вкладышей, на которых размещаются фотографии звёзд Голливуда тех лет. Всего набор состоял из 40 двусторонних карточек.
Начало Второй мировой войны на время положило конец производству жевательной резинки со вкладышами.
С 1949 года цветные картинки в жевательную резинку начинает вкладывать компания Topps Chewing Gum.
В 1950 году данная компания практически становится лидером по количеству выпускаемой жвачки со вкладышами. За год выпускается два набора под названием Freedom’s War Set общим количеством 203 различных экземпляра. Кроме этого, выходит набор Frank Buck’s Bring «Em Back Alive» из 100 вкладышей. Его особенность — захватывающие комиксы с героем Баком. По замыслу авторов, Бак является неутомимым путешественником, с которым происходят различные приключения.
В 1951 году Topps выпускает серию бейсбольных карточек. Первые же два набора по 52 вкладыша были раскуплены необычайно быстро.
В 1953 году появляются жевательные резинки с комиксами о Базуке Джо. Парень в синей бейсболке на долгие годы стал предметом обожания для коллекционеров вкладышей.
В 1959 году Topps выпускает серию Funny Monsters из 66 карточек.
В 1965 году в Topps выходит серия комиксов The Man From U.N.C.L.E. «Объединённая сетевая команда борьбы за закон и послушание» из вкладыша во вкладыш борется со злыми героями, неизменно побеждая их.
1966 год становится для Topps ещё более результативным. Выпускается шесть разных серий о Бэтмене. Наиболее популярная среди сегодняшних коллекционеров — The Riddler Set.
В 1968 году компания Dubble Bubble празднует своеобразный юбилей: напечатан тысячный комикс на вкладышах.
В 1995 году компания Topps приобретает мирового лидера по производству наклеек и альбомов для них Merlin Publishing International. Появляются вкладыши-наклейки, которые популярны до сих пор.
В 1996 году группа Imagesmith продаёт образ Фиделя Кастро для серии вкладышей в жвачку President Bubble Gum Cigars.
В 1991 году благодаря открытию совместного предприятия компании Chupa-Chups и турецкой кондитерской фирмы Kent жевательная резинка со вкладышами начала выпускаться на территории России. Самая популярная жвачка тех лет «Turbo» известна не одному поколению россиян. 
В феврале 2003 года компанией Topps на рынок выпущена жвачка с комиксами на тему популярного сериала «Симпсоны». Каждая упаковка содержала 4 жёлтых жевательных резинки, завёрнутых в наклейки-вкладыши. Кроме того, в промоупаковки вкладывались дополнительные вкладыши-бонусы. Всего было разработано 150 разных карточек.

## Основная классификация
- бумажные вкладыши;
- картонные вкладыши;
- наклейки (стикеры)[3];
- кэпсы;
- нестандартные вкладыши (например, мини-игрушки, пазлы и пр.).

Некоторые коллекционеры собирают Фантики от жевательной резинки.

## Популярные коллекции вкладышей

### Звёзды Голливуда
Серии вкладышей с фотографиями звёзд кино впервые появились в 1940-х годах. Самые известные из них производились в Голландии с начала 40-х по 70-е гг. Большинство вкладышей было изготовлено на картоне, в ярких контрастных цветах. По лицензии вкладыши выпускались и в других странах (например, в Швеции, Бельгии, Франции, Финляндии, Дании, Германии, на Мальте, в Канаде). Для коллекционеров данные вкладыши интересны, прежде всего, тем, что серии различаются в зависимости от того, где они были произведены. Например, одни и те же вкладыши могут быть обозначены либо Serie A, либо просто литерой А. Не все карточки содержат биографические данные актёров. Иногда одна и та же серия выпускалась в одной стране в цветном варианте, а в другой — в чёрно-белом (как, например, поступала финская компания Hellas gum). Вкладыши различаются и по качеству картона, при этом некоторые из них печатались даже на тонкой бумаге.

### Базука
Жевательная резинка Bazooka выпускается с 1948 года, но герой Bazooka Joe впервые появляется на вкладышах лишь в 1953 году. Своим появлением жвачка ознаменовала окончание Второй мировой войны. Название при этом отражает не только военную тематику (базука — бронебойное орудие, разработанное американцами в 1942 году). Так назывался музыкальный инструмент, на котором играл популярный в 30-х годах Боб Бёрнс. Жвачка обладала ярким легко узнаваемым вкусом. Со времени появления на рынке выпущено более 700 оригинальных комиксов с героем Bazooka Joe, которого иногда называют Гранатомётом Джо. Наибольшего тиража жвачки достигли в период с 1962-го по 1970 гг, и вкладыши тех лет часто встречаются не только у серьёзных коллекционеров, но и у любителей. До 1980 года герои комиксов практически не менялись. С 1983 года у Базуки Джо появляется новая команда. С 1986 по 1988 гг. новые вкладыши не выпускаются. В 90-х годах компания Topps переиздаёт старые серии в новом виде. Примечательно, что Базука Джо стал одним из немногих героев, которые из вкладышей перекочевали в сувенирную продукцию: была налажена целая индустрия товаров с этим героем (кружки, футболки, брелоки и т. п.).

### Отто и Альвин
В конце 1980-х годов в Германии выпускается жевательная резинка со вкладышами по мотивам популярных комиксов художника Юргена Гюнтера. Серия насчитывала 50 вкладышей и выпускалась по лицензии компании Babaloo. Изначально художник в течение месяца создал 55 оригинальных сюжетов, из которых было выбрано 50. Набор имел широкую популярность среди коллекционеров. 18 сюжетов были перепечатаны на развороте журнала Frosi. 24 сюжета вошли в книгу Гюнтера «Отто и комната смеха Альвина».